# Vaux-sur-Blaise
Vaux-sur-Blaise ist eine französische Gemeinde mit 347 Einwohnern (Stand: 1. Januar 2022) im Département Haute-Marne in der Region Grand Est (bis 2015 Champagne-Ardenne). Sie gehört zum Arrondissement Saint-Dizier und ist Mitglied im Gemeindeverband Communauté d’agglomération du Grand Saint-Dizier, Der et Vallées. Die Bewohner werden Valpériens und Valpériennes genannt.

## Geografie
Vaux-sur-Blaise liegt in der dünn besiedelten südlichen Champagne an der Blaise, etwa 25 Kilometer südlich von Saint-Dizier. Umgeben wird Vaux-sur-Blaise von den Nachbargemeinden Montreuil-sur-Blaise im Norden, Brousseval im Norden und Nordosten, Valleret im Nordosten, Domblain im Osten, Rachecourt-Suzémont im Süden, Bailly-aux-Forges im Westen und Südwesten sowie Wassy im Westen und Nordwesten.

## Bevölkerungsentwicklung
| Jahr                      | 1962 | 1968 | 1975 | 1982 | 1990 | 1999 | 2006 | 2011 | 2019 |
| ------------------------- | ---- | ---- | ---- | ---- | ---- | ---- | ---- | ---- | ---- |
| Einwohner                 | 515  | 430  | 476  | 440  | 441  | 440  | 407  | 393  | 372  |
| Quelle: Cassini und INSEE |      |      |      |      |      |      |      |      |      |

## Sehenswürdigkeiten
- neogotische Kirche Saint-Jean aus dem 19. Jahrhundert

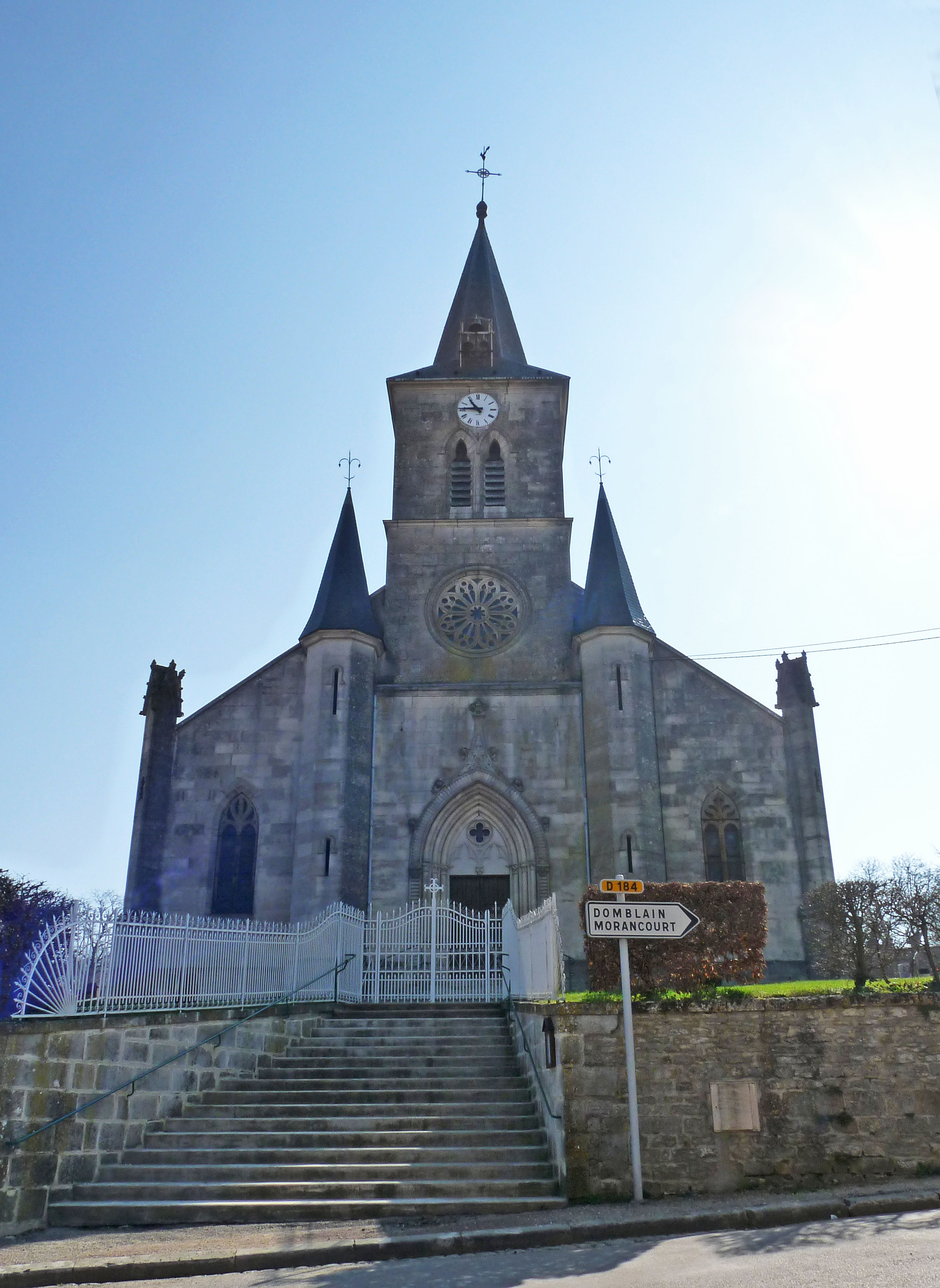
Kirche Saint-Jean